# Marek Jablonski
Marek Jablonski (Krakau, 5 november 1939 - Edmonton, 8 mei 1999) was een Canadees pianist, van Poolse origine.

## Levensloop
Amper zes, begon Jablonski aan zijn opleiding als pianist aan het Krakauer Konservatorium. In 1949 emigreerde hij met zijn ouders naar Canada. Hij werd er leerling bij Gladys Egbert. In 1957 verkreeg hij een Dimitri Mitropoulos-beurs, wat hem toeliet verder te studeren aan de Aspen School in Denver, Colorado en bij Rosina Lhevinne aan de Juilliard School of Music in New York. 
In 1961 werd hij laureaat in het Concours Jeunesses musicales du Canada. Dit betekende de aanvang van een internationale carrière, waarbij hij optrad met vele Canadese, Amerikaanse en Europese orkesten. Zo trad hij op met
- het Orchestre Symphonique de Montreal (1961),
- het Toronto Symphony Orchestra (1962),
- het American Symphony Orchestra in Carnegie Hall (1963),
- Salle Gaveau (Parijs) (1963),
- concerttournees doorheen Frankrijk, Italië, Oostenrijk, Joegoslavië, Polen (1964-1968),
- concert in Wigmore Hall, Londen (1969),
- vier concertournees doorheen de Sovjet-Unie (tussen 1969 en 1975),
- optredens in Amsterdam, Berlijn, Brussel, Londen, Madrid, Stockholm en Zürich (1971),
- concert met Glenn Gould in Montreal, met muziek uit de jaren twintig.
- Hij ging ook nog verder studeren in Londen bij Ilona Kabos.

De Canadese tv maakte een film onder de titel Jablonski.
Jablonski vertolkte vooral werken van Franz Liszt, Johannes Brahms, Ludwig van Beethoven, Wolfgang Amadeus Mozart, Franz Schubert, Karol Szymanowski en Sergej Rachmaninov. Het klavierwerk van Frédéric Chopin stond in het middelpunt van zijn belangstelling. 
Van 1974 tot 1998 gaf Jablonski talrijke meestercursussen
- in Toronto, Montreal, Bergamo, Milaan en Korfoe (1974-1998),
- aan de Universiteit van Montreal (1975-1981),
- aan de University of Manitoba, (1985-1993),
- aan de Royal Conservatory of Music of Toronto (1985-1993),
- aan de Universiteit van Alberta.

In 1999 werd een Marek Jablonski Prijs gesticht, voor jonge vertolkers van het werk van Chopin.
- Gemeinsame Normdatei: 1024823725
- International Standard Name Identifier: 0000 0000 7455 7320
- Virtual International Authority File: 103974123
- WorldCat: E39PBJbCKftdPcFW7GvKjGyyBP